# Syndrome de Sweet
(a) plaque érythémateuse de cinq centimètres à la face postérieure de l'épaule ;
(b) nodule d'un centimètre sur l'avant-bras ;
(c) à la main, papules érythémateuses pseudovésiculaires à la phase aiguë d'une dermatose fébrile et neutrophile.
 Mise en garde médicale
Le syndrome de Sweet est une affection rare associant une importante éruption fébrile de papulonodules, un œdème infiltré et une augmentation de la population neutrophile sanguine. Il peut être idiopathique — dans sa forme classique —, associé à un cancer ou pharmaco-induit.
Cette maladie, également appelée dermatose aiguë fébrile neutrophilique, touche le plus souvent la population féminine de 30 à 50 ans.

## Histoire
C'est le docteur Robert Douglas Sweet qui décrivit pour la première fois ce syndrome en 1964,,.

## Dénomination
Différents noms décrivent parfois la même affection : syndrome de Sweet, dermatose aiguë fébrile neutrophilique, ou encore maladie de Gomm-Button, évoquant par leurs noms les deux premières patientes examinées dans le service du Dr Sweet,.

## Épidémiologie
Dans sa forme idiopathique, ou classique (CSS, pour l'anglais : classical Sweet's syndrome), cette affection touche la population féminine de 30 à 50 ans environ,.

## Symptômes
La forme idiopathique est classiquement précédée d'un épisode d'infection respiratoire ; elle peut également être associée à une maladie inflammatoire chronique de l'intestin ou à une grossesse. Il peut survenir lors de cancers ou après certains traitements.
Elle rassemble et présente :
- une fièvre (38 °C et plus) ;
- des douleurs, notamment articulaires (arthralgies) ;
- une sensation de fatigue ;
- une atteinte pulmonaire[7] ;
- diarrhée ;
- quelques démangeaisons ;
- taux de polynucléaires neutrophiles dans le sang anormalement haut.

Plus rarement, il peut exister une atteinte cardiaque.

## Causes
Le syndrome de Sweet ne trouve pas d'explication pathogénique définitive.
Une réponse immunologique dépendant de lymphocytes T et dirigée contre des antigènes encore inconnus pourrait expliquer l'affection.

## Examen complémentaires
La biopsie cutanée peut aider au diagnostic et montrerait un important œdème sous-épidermique riche en polynucléaires neutrophiles, sans signes de nécrose.

## Évolution
Chez deux tiers des patientes, le syndrome de Sweet évolue favorablement vers la guérison spontanée en moins de deux mois.

## Traitement
Il est basé sur les corticostéroïdes. Dans les formes résistantes, un traitement par thalidomide peut être proposé. L'infliximab ou l'adalimumab peuvent constituer une alternative.
Il est possible que la maladie récidive, dans ce cas une surveillance biologique de la formule sanguine est conseillée.